# Nyutgåva
En nyutgåva är en förnyad version av ett tidigare utgivet verk, särskilt bland litterära verk. Ofta är det med kommentarer av annan person än författaren eller bok med texter som inte tidigare tryckts.
I vardagliga sammanhang innefattar en nyutgåva ett musikalbum som har utgivits minst en gång tidigare och som sedan ges ut igen, ofta med ändringar eller tillägg i låtlistan i form av bonuslåtar. Även filmer, datorspel och dylikt kan släppas som nyutgåvor. Ibland används andra ord som exempelvis nyinspelning eller datorspelsremake om det gjorts större förändringar.

## Anledningar till nyutgåva
Det finns flera anledningar till att ett verk släpps som nyutgåva, bland annat:
- Ny ägare, exempelvis ett musikalbum släpps genom ett nytt skivbolag för att artisten byter skivbolag
- Första utgåvan sålde dåligt
- Plats för tillägg eller extramaterial
- Bättre ljudkvalitet än vad som tidigare var möjligt
- Tiderna har förändrats, man gick från grammofon till kassettband, och därefter från kassettband till CD